# Farid Vatanparast
Mir Farid Vatanparast (* 9. Juni 1979 in Teheran, Iran) ist Ex-Profiboxer, Motivationstrainer, Boxtrainer, Unternehmer und Professor an der FOM Hochschule für Oekonomie und Management in Dortmund. Er ist Gründer des sozial-integrativen Boxprojekts „Farid’s QualiFighting“ und Träger des Deutschen Bürgerpreises 2012. Seit Ende Mai 2025 ist er kommissarischer Präsident des Deutschen Boxsport-Verbandes.

## Leben
Vatanparast lebte bis zu seinem dreizehnten Lebensjahr mit seiner Mutter, seiner Schwester und seinem Bruder in Dubai. 1992 kam er mit seiner Familie nach Deutschland.
1993 begann er zu boxen. Er schloss die Realschule ab, besuchte die höhere Handelsschule in Münster und machte sein Fachabitur. Ab 2001 studierte er Betriebswirtschaftslehre an der Fachhochschule Münster und trainierte daneben weiter. Er holte einige Bezirks-, Regional- und Landestitel und zog so die Aufmerksamkeit des Bundesligisten BSK Ahlen auf sich. In Ahlen wurde er von Marian Gavrila trainiert, der in den achtziger Jahren im Amateurbereich erfolgreich war.
Während dieser Zeit wurde er Mitglied im Nationalkader. 2003 schloss er einen Profivertrag ab.
2008 beendete er sein Studium im Fachbereich Wirtschaft. Das Thema seiner Diplomarbeit lautete „Der Beitrag des Boxsports zur beruflichen Qualifikation – am Beispiel der Gastronomie“. Im selben Jahr schloss er seine B-Trainer-Lizenz (Bundesliga) ab und wurde vom Deutschen Boxsport-Verband zum Teamleiter der deutschen School-Boys-Mannschaft bei der Europameisterschaft ernannt. Erfolgreichster deutscher Teilnehmer war der von ihm trainierte Angelino Jörling.
Im Jahr 2009 nahm er einen Lehrauftrag an der Uppenberg Förderschule in Münster an und war Mitglied im Begleitausschuss „Stärken vor Ort“. 2010 erhielt er seine A-Trainer-Lizenz.
Später promovierte er mit der Arbeit '"Farid's QualiFighting": Untersuchungen zur Übertragbarkeit von Mentoring-Prozessen und der eigenen Biografie auf das Projekt eines BoxLernStalls in einem 'sozialen Brennpunkt'. Er nahm schließlich einen Lehrauftrag am Adolph-Kolping-Berufskolleg an. Seit 2013 ist er beruflich an der
FOM Münster als Dozent im Bereich Motivation tätig.
Ein weiteres Projekt besteht seit 2011 in Ostbevern. Finanziert wird es vom Verein „Startbahn Ostbevern“, das unter der Leitung von Manfred Läkamp steht.
Vatanparast ist offizieller Pate der Friedensschule in Münster, die 2013 vom Verein Aktion Courage e.V. die Auszeichnung "Schule ohne Rassismus – Schule mit Courage" erhalten hat. Im Rahmen der Patenschaft unterstützt er die Schülerschaft bei ihrem Einsatz für die landesweite Organisation. Die zweite Patenschaft besteht für die Karlschule in Hamm, die 2016 dieselbe Auszeichnung verliehen bekam.
Seit März 2013 ist er hauptberuflich Lehrender an der FOM Hochschule für Oekonomie & Management am Standort Dortmund, wo er als Professor für Allgemeine Betriebswirtschaftslehre, Human Resources und Social Entrepreneurship tätig ist. Farid Vatanparast leitet – zusammen mit Holger Wassermann – das am 13. November eröffnete KompetenzCentrum für Entrepreneurship & Mittelstand der FOM Hochschule.
Im Jahr 2018 wurde Vatanparast Vizepräsident des Westfälischen Amateur Box Bezirk (WABB), seit 2019 bekleidet er das Amt des Vizepräsidenten Leistungssport im Landesverband NRW des Deutschen Boxsport-Verbandes e.V. und sitzt im Kuratorium der Jugendstiftung Wohn+Stadtbau.

## Trainer
Farid Vatanparast hat seit 2010 die A-Trainer-Lizenz und konnte schon Erfolge mit seinen Schülern erzielen:
- 2008: 7 Westfalenmeister, 2 NRW-Meister, Deutscher Meister der Kadetten (Angelino Jörling),[8] Deutscher Vizemeister U21 (Soner Ün), Dritter Platz: Deutsche Kadetten-Meisterschaft (Gajo Wagner), Dritter Platz: Europameisterschaften der School-Boys (Angelino Jörling)
- 2009: 4 Westfalenmeister, 3 NRW-Meister, 3 Teilnehmer bei den Deutschen Meisterschaften
- 2010: 6 Westfalenmeister, 5 NRW-Meister, Deutsche Meisterin der Juniorinnen (Darlene Jörling), Deutsche Meisterin der Jugend (Schiba Esmailpour), Deutscher Meister der Junioren (Gajo Wagner), Internationaler Deutscher Meister der Jugend (Gajo Wagner), Vizeeuropameisterin der Juniorinnen (Darlene Jörling)
- 2011: Dritter Platz bei den Deutschen Jugendmeisterschaften (Gajo Wagner), Dritter Platz bei den Weltmeisterschaften der Jugend (Darlene Jörling)
- 2012: Deutscher Meister U19 (Richard Oliver Goman),[26] Europameisterin der Juniorinnen (Darlene Jörling),[27] Deutscher Vizemeister U15 (Kevin Stein)[28]
- 2021: Deutsche Meisterin U19 (Carlotta Schünemann),[29] Vize Deutsche Meister Elite (Oliver Ginkel)[30],
- 2022: Deutsche Meisterin und Vize-Weltmeisterin U19 (Carlotta Schünemann)[31]

## Auszeichnungen
- 2007/2008: Auszeichnung durch die Bundesagentur für Arbeit für das herausragende Engagement in der Ausbildung „Wir schreiben Erfolg mit einem Stift“
- Sept. 2008: Auszeichnung für das beste Konzept und die Durchführung in NRW vom „Deichmann-Förderpreis gegen Jugendarbeitslosigkeit“[32]
- Okt. 2008: 4. Platz für das Konzept und die Durchführung in Deutschland vom „Deichmann Förderpreis gegen Jugendarbeitslosigkeit“
- Okt. 2009: Auszeichnung als bestes Projekt „welches erfolgreich Menschen aus dem Abseits zurück in die Gesellschaft holt oder schon im Kindesalter deren Abdriften verhindert“ von der Stiftung Kriminalprävention: „Deutscher Förderpreis Kriminalprävention“
- Nov. 2009: Auszeichnung der Landesregierung Nordrhein-Westfalen, Initiative „Wir wollen: Wirtschaft für Schule in NRW“ mit der Bezeichnung „Unternehmens Preis 2009“ als bester Unternehmer bis 20 Beschäftigte, der sich als Partner für Schulen dafür einsetzt, Mädchen und Jungen aus mehreren Kulturen beim Übergang in Ausbildung und Beruf zu unterstützen[33]
- Febr. 2010: Auszeichnung zur Förderung des Ehrenamtes „Klimke Förderpreis“
- März 2010: Ausgezeichnet mit den Förderpreis „Aktiv für junge Menschen“ für das beste Projekt, Jugendliche lernen, ihr Leben besser zu planen und mit Geld umzugehen
- Jan. 2011: Ehrung durch Auszeichnung des Ehrenamts durch die Einladung zum Neujahresempfang beim Bundespräsidenten[34]
- März 2011: Ausgezeichnet für zukunftsweisendes Engagement durch die Robert Bosch Stiftung: "Vorbild für gesellschaftliches Engagement"[35]
- Okt. 2012: PSD Bürgerprojekt 2012[36]
- Nov. 2012: Das Grüne Band (DOSB), Preis für ausgezeichnete Talentförderung[37]
- Dez. 2012: Deutscher Bürgerpreis, Kategorie „Engagierte Unternehmer“ für das Projekt Farid’s QualiFighting[3]
- Okt. 2016: Preisträger im bundesweiten Innovationswettbewerb „Ausgezeichnete Orte im Land der Ideen“[38]
- Dez. 2019: Heimatpreis 2019 der Stadt Münster als Einzelperson, für sein ehrenamtliches Engagement.[39]

## Publikationen
- „Farid’s QualiFighting“. Untersuchungen zur Übertragbarkeit von Mentoring-Prozessen und eigener Biografie auf das Projekt eines BoxLernStalls in einem sozialen Brennpunkt. Im: Agenda Verlag Münster (2011), ISBN 978-3-89688-440-4.
- „Boxen als Gewaltprävention“. In: Soziale Arbeit, November 2012[40] das am 13. November 2015 eröffnete  KompetenzCentrum für Entrepreneurship & Mittelstand der FOM Hochschule.
- Systemanbieter im Handwerk – Chancen und Risiken für das Innovationspotenzial von KMU am Beispiel des Metallbaus, in: Simone Cholsta / Holger Wassermann / Farid Vatanparast (Hrsg.), Akademie Verlags- und Druck-Gesellschaft mbH, ISBN 978-3-89275-219-6
- Erfolgsfaktoren der Integration von Corporate Social Responsibility im Mittelstand, in: Simone Cholsta / Holger Wassermann / Farid Vatanparast (Hrsg.), Akademie Verlags- und Druck-Gesellschaft mbH, ISBN 978-3-89275-192-2
- Die Corona-Pandemie als ordnungsökonomische Herausforderung und Beschleuniger von Change-Prozessen im Mittelstand, in: Simone Cholsta / Holger Wassermann / Farid Vatanparast (Hrsg.), Akademie Verlags- und Druck-Gesellschaft mbH, ISBN 978-3-89275-175-5
- Autosensitives Training (AST) Das Training der Zukunft, Jg. 2019, Nr. 3, S. 38–39, Fitness-Experte AG, Kriens – Schweiz, in: Fitness Tribune, Jg. 2019, Nr. 4, S. 56–59, Fitness-Experte AG, Kriens – Schweiz

| Vatanparast, M., Pettersson, S. (2019): Personalmanagement der Zukunft Herausforderung Generation Z, in: Fitness Tribune, Nr. 180, S. 56–59, Fitness-Experte AG, Kriens – Schweiz |

## Belege
1. ↑  Farid Vatanparast | Qualifighting. Abgerufen am 20. März 2024.
2. 1 2 3  Farid Vatanparast boxt sich und andere durchs Leben (Memento des Originals vom 14. Juli 2014 im Internet Archive)  Info: Der Archivlink wurde automatisch eingesetzt und noch nicht geprüft. Bitte prüfe Original- und Archivlink gemäß Anleitung und entferne dann diesen Hinweis.. Fachhochschule Münster, Zugriff am 22. Februar 2013
3. 1 2  Münsteraner erhält Deutschen Bürgerpreis. Westfälische Nachrichten, Günter Benning, 11. Dezember 2012
4. ↑  Prof. Dr. Farid Vatanparast ist kommissarischer Präsident des Deutschen Boxsport-Verbandes. Deutscher Boxsport-Verband, 4. Juni 2025, abgerufen am 8. Juli 2025.
5. 1 2 3  Webpräsenz von Farid Vatanparast (Memento vom 5. August 2010 im Internet Archive), nicht mehr erreichbar
6. 1 2  Sportliche Erfolge. Website des Hochschulsports der Uni Münster, Zugriff am 20. Februar 2013
7. ↑  Weg von der Straße. DIE ZEIT, 24. September 2009 Nr. 40
8. 1 2  Jörling feiert deutschen Meistertitel (Memento des Originals vom 24. Februar 2015 im Internet Archive)  Info: Der Archivlink wurde automatisch eingesetzt und noch nicht geprüft. Bitte prüfe Original- und Archivlink gemäß Anleitung und entferne dann diesen Hinweis.. Westfälische Nachrichten, 8. Juni 2008
9. ↑  Uppenbergschüler boxen sich durch (Seite nicht mehr abrufbar, festgestellt im April 2018. Suche in Webarchiven)  Info: Der Link wurde automatisch als defekt markiert. Bitte prüfe den Link gemäß Anleitung und entferne dann diesen Hinweis.. Münsterland Zeitung, Dominique Snjka, 1. Dezember 2009
10. ↑  Organisationen. xing-Profil, Zugriff am 20. Februar 2013
11. 1 2  Münster wird zur Box-Hochburg (Seite nicht mehr abrufbar, festgestellt im Dezember 2023. Suche in Webarchiven)  Info: Der Link wurde automatisch als defekt markiert. Bitte prüfe den Link gemäß Anleitung und entferne dann diesen Hinweis.. Westfälische Nachrichten, Alexander Heflik, 25. November 2010
12. ↑  Mir Farid Vatanparast: "Farid's QualiFighting". Untersuchungen zur Übertragbarkeit von Mentoring-Prozessen und der eigenen Biografie auf das Projekt eines BoxLernStalls in einem 'sozialen Brennpunkt'. Agenda Verlag, Münster 2011, ISBN 978-3-89688-440-4.
13. ↑  LERN!BOX (Memento des Originals vom 10. März 2011 im Internet Archive)  Info: Der Archivlink wurde automatisch eingesetzt und noch nicht geprüft. Bitte prüfe Original- und Archivlink gemäß Anleitung und entferne dann diesen Hinweis.. Website des Adolph-Kolping-Berufskollegs, Zugriff am 20. Februar 2013
14. ↑  Forschung und Lehre Homepage der FOM Hochschule, Zugriff am 4. Juni 2013
15. ↑  Startbahn Ostbevern (Memento des Originals vom 9. Dezember 2013 im Internet Archive)  Info: Der Archivlink wurde automatisch eingesetzt und noch nicht geprüft. Bitte prüfe Original- und Archivlink gemäß Anleitung und entferne dann diesen Hinweis. (PDF; 1,9 MB). Informationsbroschüre über das Projekt
16. ↑  Friedensschule Münster: Paten. In: www.friedensschule.de. Abgerufen am 23. Juni 2016.
17. ↑  Redaktion Schule ohne Rassismus – Schule mit Courage: Schule ohne Rassismus - Schule mit Courage: Friedensschule Münster. In: www.schule-ohne-rassismus.org. Archiviert vom Original (nicht mehr online verfügbar) am 23. Juni 2016; abgerufen am 23. Juni 2016.  Info: Der Archivlink wurde automatisch eingesetzt und noch nicht geprüft. Bitte prüfe Original- und Archivlink gemäß Anleitung und entferne dann diesen Hinweis.
18. ↑  Die Karlschule. In: www.karlschule.schulnetz.hamm.de. Archiviert vom Original (nicht mehr online verfügbar) am 23. Juni 2016; abgerufen am 23. Juni 2016.  Info: Der Archivlink wurde automatisch eingesetzt und noch nicht geprüft. Bitte prüfe Original- und Archivlink gemäß Anleitung und entferne dann diesen Hinweis.
19. ↑  Redaktion Schule ohne Rassismus – Schule mit Courage: Schule ohne Rassismus - Schule mit Courage: Karlschule. In: www.schule-ohne-rassismus.org. Archiviert vom Original (nicht mehr online verfügbar) am 23. Juni 2016; abgerufen am 23. Juni 2016.  Info: Der Archivlink wurde automatisch eingesetzt und noch nicht geprüft. Bitte prüfe Original- und Archivlink gemäß Anleitung und entferne dann diesen Hinweis.
20. ↑  Prof. Dr. Farid Vatanparast - Professor für Allgemeine Betriebswirtschaft, HR und Social Entrepreneurship - FOM Hochschule für Oekonomie & Management. In: XING AG. Abgerufen am 20. April 2016.
21. ↑  Archivlink (Memento des Originals vom 20. April 2016 im Internet Archive)  Info: Der Archivlink wurde automatisch eingesetzt und noch nicht geprüft. Bitte prüfe Original- und Archivlink gemäß Anleitung und entferne dann diesen Hinweis.
22. ↑  Vorstand. Archiviert vom Original (nicht mehr online verfügbar) am 29. November 2020; abgerufen am 13. Mai 2020 (deutsch).  Info: Der Archivlink wurde automatisch eingesetzt und noch nicht geprüft. Bitte prüfe Original- und Archivlink gemäß Anleitung und entferne dann diesen Hinweis.
23. ↑  Die Ansprechpartner des LV Nordrhein-Westfalen. Archiviert vom Original (nicht mehr online verfügbar) am 27. September 2020; abgerufen am 13. Mai 2020.  Info: Der Archivlink wurde automatisch eingesetzt und noch nicht geprüft. Bitte prüfe Original- und Archivlink gemäß Anleitung und entferne dann diesen Hinweis.
24. ↑  Organe - Wohn+Stadtbau GmbH. Abgerufen am 13. Mai 2020.
25. ↑  Telekom-Boxer Goman holt Titel (Seite nicht mehr abrufbar, festgestellt im Dezember 2023. Suche in Webarchiven)  Info: Der Link wurde automatisch als defekt markiert. Bitte prüfe den Link gemäß Anleitung und entferne dann diesen Hinweis. Westfälische Nachrichten, 29. April 2012
26. ↑  Zwei Mal Gold in Polen (Memento des Originals vom 12. November 2012 im Internet Archive)  Info: Der Archivlink wurde automatisch eingesetzt und noch nicht geprüft. Bitte prüfe Original- und Archivlink gemäß Anleitung und entferne dann diesen Hinweis. Homepage des Deutschen Boxsport-Verbands, abgerufen am 26. Februar 2013
27. ↑  U15-DM in Lindow (Memento des Originals vom 11. Juli 2012 im Internet Archive)  Info: Der Archivlink wurde automatisch eingesetzt und noch nicht geprüft. Bitte prüfe Original- und Archivlink gemäß Anleitung und entferne dann diesen Hinweis. Homepage des Deutschen Boxsport-Verbands, abgerufen am 26. Februar 2013
28. ↑  Alexander Heflik: „Man sieht ihre Entwicklung“: Schünemann siegt und ist bereit für die WM. Abgerufen am 21. Juni 2023.
29. ↑  Alexander Heflik: Boxzentrum Münster gleich sechsfach vertreten. Abgerufen am 21. Juni 2023.
30. ↑  Alexander Heflik: Trotz fragwürdigem Urteil: Wie Vizeweltmeisterin Schünemann zum Vorbild wurde. Abgerufen am 21. Juni 2023.
31. ↑  Förderpreis für Vatanparast: Durchboxen für den Beruf. Westfälische Nachrichten, Maria Meik, 26. September 2008
32. ↑  NRW-Unternehmenspreis für Boxprojekt von Rossini und Vatanparast. Westfälische Nachrichten, Karin Höller-Zwilling, 1. Dezember 2009
33. ↑  Boxhandschuhe für den Bundespräsidenten. Westfälische Nachrichten, Martin Kalitschke, 15. Januar 2011
34. ↑  Auszeichnungen und Preise (Seite nicht mehr abrufbar, festgestellt im April 2018. Suche in Webarchiven)  Info: Der Link wurde automatisch als defekt markiert. Bitte prüfe den Link gemäß Anleitung und entferne dann diesen Hinweis.. FH Münster
35. ↑  PSD Bürgerprojekt: 13 Projekte aus Westfalen werden ausgezeichnet. Westfälische Nachrichten, Wolfgang Kleideiter, 26. Oktober 2012
36. ↑  Porträt SV Telekom-Post (Memento des Originals vom 14. November 2012 im Internet Archive)  Info: Der Archivlink wurde automatisch eingesetzt und noch nicht geprüft. Bitte prüfe Original- und Archivlink gemäß Anleitung und entferne dann diesen Hinweis.. Das Grüne Band, 2012 (PDF-Datei; 191 kB)
37. ↑  Farid’s QualiFighting – Lernen durch Boxsport. Abgerufen am 24. Mai 2018.
38. ↑  Münster verleiht Heimatpreis. 7. Dezember 2019, abgerufen am 13. Mai 2020.
39. ↑  Boxen als Gewaltprävention (Memento des Originals vom 16. Juli 2013 im Internet Archive)  Info: Der Archivlink wurde automatisch eingesetzt und noch nicht geprüft. Bitte prüfe Original- und Archivlink gemäß Anleitung und entferne dann diesen Hinweis. Soziale Arbeit 2012, Ausgabe 11, S. 402–407

| Personendaten    | Personendaten                                                                                                 |
| ---------------- | --- |
| NAME             | Vatanparast, Farid                                                                                            |
| ALTERNATIVNAMEN  | Vatanparast, Mir Farid (vollständiger Name)                                                                   |
| KURZBESCHREIBUNG | deutscher Boxer des deutschen Nationalkaders, Motivationstrainer, Pädagoge, Boxtrainer und freier Unternehmer |
| GEBURTSDATUM     | 9. Juni 1979                                                                                                  |
| GEBURTSORT       | Teheran |